# Calvaire de Vars
Le calvaire de Vars est un calvaire situé à Vars, en France.

## Localisation
Le calvaire est situé sur la commune de Vars, dans le département français de la Haute-Saône.

## Historique
L'édifice est inscrit au titre des monuments historiques en 1927.